# Bruno Marek

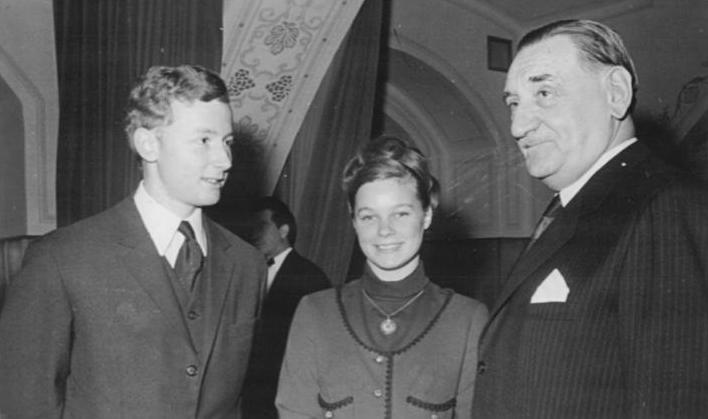
Bruno Marek (rechts) mit den Eiskunstläufern Gabriele Seyfert, DDR, und Wolfgang Schwarz, Österreich, 1965

Bruno Marek (* 23. Jänner 1900 in Wien; † 29. Jänner 1991 ebenda) war ein österreichischer Politiker (SPÖ) und 1965–1970 Bürgermeister von Wien.

## Leben und Wirken
Bruno Marek wurde im eher bürgerlichen 6. Bezirk Mariahilf als Sohn eines Schneidermeisters geboren, der sein Geschäft an der Mariahilfer Straße hatte. Als kaufmännischer Angestellter trat 1918 der Sozialdemokratischen Arbeiterpartei bei und war ab 1924 Funktionär der Bezirksorganisation Mariahilf. Seit 1924 war er im Roten Wien Angestellter der Wiener Messe AG und Redakteur der sozialdemokratischen Zeitschrift für Jagd-, Fischerei- und Aquarienkunde.
Nach dem 12. Februar 1934 war Marek in der Ständestaatsdiktatur vorübergehend inhaftiert und verlor seinen Posten bei der Messe AG.
1945 wurde er von der wieder sozialdemokratischen Stadtverwaltung zum Messedirektor bestellt und blieb dies bis zu seiner Wahl zum Bürgermeister 1965. Er wurde Bezirksobmann der SPÖ Mariahilf und Mitglied des Wiener Gemeinderats und Landtags. 1949 wurde er zu dessen 1. Präsidenten gewählt.
1965 wurde der bisherige SPÖ-Bürgermeister Wiens, Franz Jonas, zum Bundespräsidenten gewählt. Dem zurückhaltenden Asketen folgte der joviale, sehr bürgerlich aussehende und daher sehr beliebte Großvatertyp Bruno Marek als Bürgermeister, der neben dem Finanzstadtrat Felix Slavik als starker Mann in der Partei die Fäden zog. Es war der SPÖ zuvor nicht vorgekommen, dass einer ihrer Bürgermeister von einem Medium zum „bestangezogenen Mann von Wien“ proklamiert worden wäre. Marek war auch der erste sozialdemokratische Wiener Bürgermeister, der – wie man heute sagen würde – aus dem Management kam. Der Wiener Bürgermeister ist seit November 1920 gleichzeitig Landeshauptmann.
Marek galt als Bewahrer und Erhalter. In seine Amtszeit fiel die Entscheidung zum von der SPÖ zuvor lang hinausgeschobenen Bau der Wiener U-Bahn (Baubeginn 1969) und die Errichtung der Skianlage auf der Hohe-Wand-Wiese, die Entscheidung zum Bau der UNO-City und der Baubeginn zur Neuen Donau mit der Donauinsel. Mit kreativer Medienpolitik – Journalisten wurden Gemeindewohnungen oder PR-Positionen verschafft – gelang es, die oft einseitige Kritik bürgerlicher Medien am „roten Wien“ zu reduzieren. Anfang 1970 wurde Bruno Marek vom Gemeinderat zum Ehrenbürger der Stadt Wien gewählt.
Marek war einer der Initiatoren des 1963 gegründeten Dokumentationsarchivs des österreichischen Widerstands (DÖW), dessen Präsident er als Pensionist 1971–1984 war.
1967 erhielt er den Anton-Bruckner-Ring.

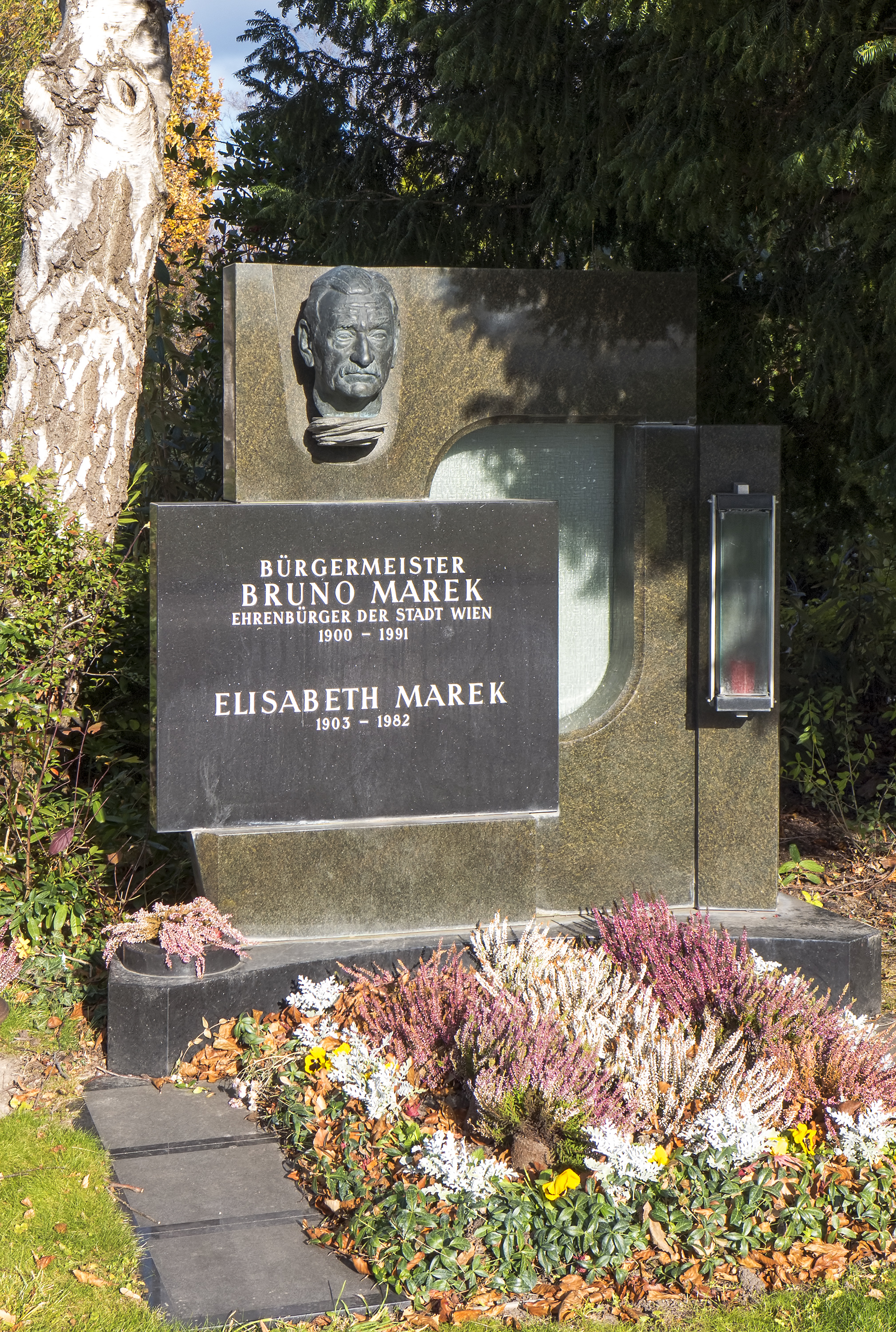
Ehrengrab von Bruno Marek auf dem Wiener Zentralfriedhof

Marek trat 1970 aus Altersgründen zurück und wurde vom bisherigen Finanzstadtrat Felix Slavik (designiert 2. November 1970, gewählt 21. Dezember 1970, Amtsantritt 23. Dezember 1970) abgelöst. Der in Mariahilf geborene Marek wohnte zeit seines Lebens in diesem Bezirk.
Er erlebte nach der kurzen Amtszeit seines Nachfolgers noch die beiden Bürgermeister Leopold Gratz (gewählt 1973) und Helmut Zilk (gewählt 1984) und wurde 1991 in einem Ehrengrab auf dem Wiener Zentralfriedhof (Gruppe 14 C, Nummer 54 A) beigesetzt.
1994 wurde in der Gumpendorfer Straße in Mariahilf eine 1988 fertiggestellte Wohnhausanlage Bruno-Marek-Hof benannt. 2009 wurde in der Leopoldstadt (2. Bezirk) in dem in Entwicklung begriffenen Nordbahnviertel die projektierte Bruno-Marek-Allee nach ihm benannt. Seit 3. Oktober 2020 verkehrt die Straßenbahnlinie O bis zu ihrer neuen nördlichen Endstation an dieser Allee.